# الجحيم في زنزانة (2020)
الجحيم في زنزانة مهرجان قادم والمقرر عقده في 25 أكتوبر 2020 تنتجه المصارعه العالمية للترفية سيكون الحدث الثاني عشر حسب التسلسل الزمني والدي سيقام في مدينة أورلاندو فلوريدا مركز امواى ساحة ثاندردوم وهو العرض الأول من عروض الجحيم في زنزانة بلا جمهور بسبب جائحة كوفيد-19.

## روابط خارجية
http://www.wwe.com/shows/hellinacell